# Xymenella pusilla
Xymenella pusilla är en snäckart som först beskrevs av Suter 1907.  Xymenella pusilla ingår i släktet Xymenella och familjen purpursnäckor. Inga underarter finns listade i Catalogue of Life.